# バイクタクシー

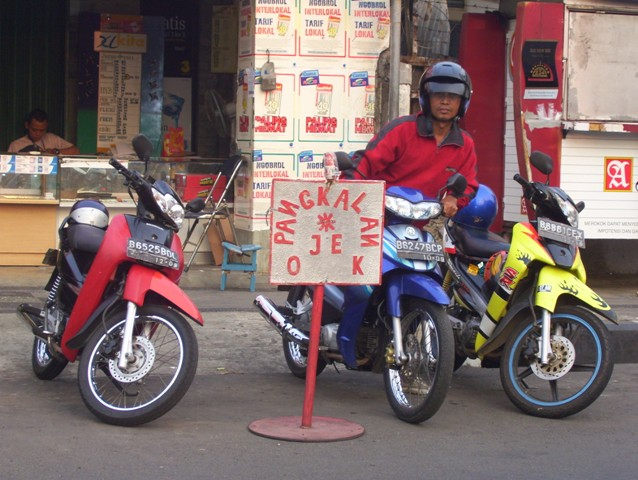
客待ちのオジェック（インドネシア）

バイクタクシーとは、バイクによって、乗客を移動させる交通機関である。
多くの場合、空港・ホテル・駅のロータリーなどの人の集まるエリアにおり、そこで運転手との交渉によって運送契約を結ぶ。また、流しのバイクタクシーを拾うこともできる。日本の旅行者からはバイタクなどとも呼ばれる。アジア圏で多く見られる。

## 概要
主に東南アジア圏において一般的な交通機関であり、バイクのタンデムシート部に乗客を乗せて移動する。タクシーメーターのようなものは存在せず、利用する際は目的地・運賃について運転手と直接交渉する必要がある。
基本的に乗客は一人しか乗ることができず、荷物もバックパックや小さめのバッグのようなものでなくては乗ることができない。また、ボッタクリ的なドライバーや、強盗まがいのドライバーもいたりするため、地元住民でも敬遠するものも多く利用には注意が必要である。
その反面、交渉次第ではあるものの、4輪タクシーを利用するよりも安くなる場合も多く、小回りもきくため、交通渋滞の激しい地域ではタクシーよりも早い。そもそも東南アジアには4輪のタクシーがいない場所も多数あり、使いなれればバックパッカーなどの一人旅などでは便利な交通機関でもある。
近年では会社組織として設立し、スマートフォンアプリから予約できるシステムの構築や、運転手を雇用し教育を受けさせることで利便性と安全性を高める試みも行われている。
なお、日本でもバイクを使用した営利業は一応存在しており、自動車と同じく事業用のナンバープレートを取り付けることとなっている。ただし、いわゆる『バイク便』の他、郵便配達・新聞配達・牛乳配達といった、運送業としての営業に限られており、日本でのバイクタクシーは法律で禁止されているため、営業は認められていない。これは、身を守る物がヘルメットのみしかなく、状況によっては生命の危険に晒される可能性が高いことや、そもそも旅客運送において必要となる二種免許が二輪免許には存在しないことが理由として挙げられる。

## 各国のバイクタクシー事情

### ベトナム
バイク社会であるベトナムではセオム（xe ôm、「抱きつく車」の意）またはモトバイ（英語のmotor bikeより）と呼ばれ親しまれている。ホーチミン市など大都市では、渋滞時に4輪タクシーよりも早く安く便利であるため、利用者も多い。料金は事前交渉が必要。観光客を相手にしている日本語や英語が話せるセオムは料金も高いのが通例で、降車時にもめることが多く、ベトナム人の多くも見知らぬセオムは敬遠する。
観光客相手に持ちかける相場はベトナム人が支払うそれを大きく上回るが、日本人をはじめとする外国人には安く感じられるため、利用も多い。また、観光ガイドと称し、指示した行き先とは別の場所へ連れて行く、提携する店で商品を高く買わせリベートを受け取る、売春の仲介をするなどは日常茶飯である。
また、日本人を得意客としているセオムの運転手の多くは、過去に乗せた日本人客に「感謝の言葉」を書かせた手帳を持ち歩き、それを新客に見せることで安心感を誘い、勧誘する。この手帳には「○○さんは絶対安心です！ボッタクリはありません」「○○さんには、お世話になりお陰で楽しい思い出になりました」などと書かれ、中には本人の名刺が添付されている場合もある。一年中持ち歩いているため、手帳は擦り切れ、セロテープで補強され、営業の苦労のあとが偲ばれる。また運転手の多くが、一昔前の日本のお笑い芸人のギャグを知っており、特に志村けんの「アイーン」とビートたけしの「コマネチ」が人気がある。この芸を披露することで日本人に親近感を抱かせるのもよく使われる手法である。ときには、新しいギャグを教えてくれと懇願されることもある。しかし、その多くは料金では極端なボッタクリはなくとも、前述のように料金以外の収入を期待している場合がほとんどである。以上のような理由から観光客には向いていない。こうした事情をよく知る旅なれたものだけが渋滞知らずのセオムを使いこなすことができるが、交通事故のリスクは負わねばならない。都市部では渋滞に加えヘルメット無しの3人乗りや荷物の過積載、交通ルールを無視した強引な走行が常態化しており事故リスクは高いにもかかわらず、ほとんどのセオムは保険に加入していないため、事故時の補償を受けられることはまれである。
アンザン省やキエンザン省のようなカンボジアに近いエリアでは、セマイローイ（xe máy lôi、「荷バイク」の意）と呼ばれる簡易荷台付きのものが見られる。同様のもので自転車を動力とするものは、セダップローイ（xe đạp lôi、「荷自転車」の意）と呼ばれる。

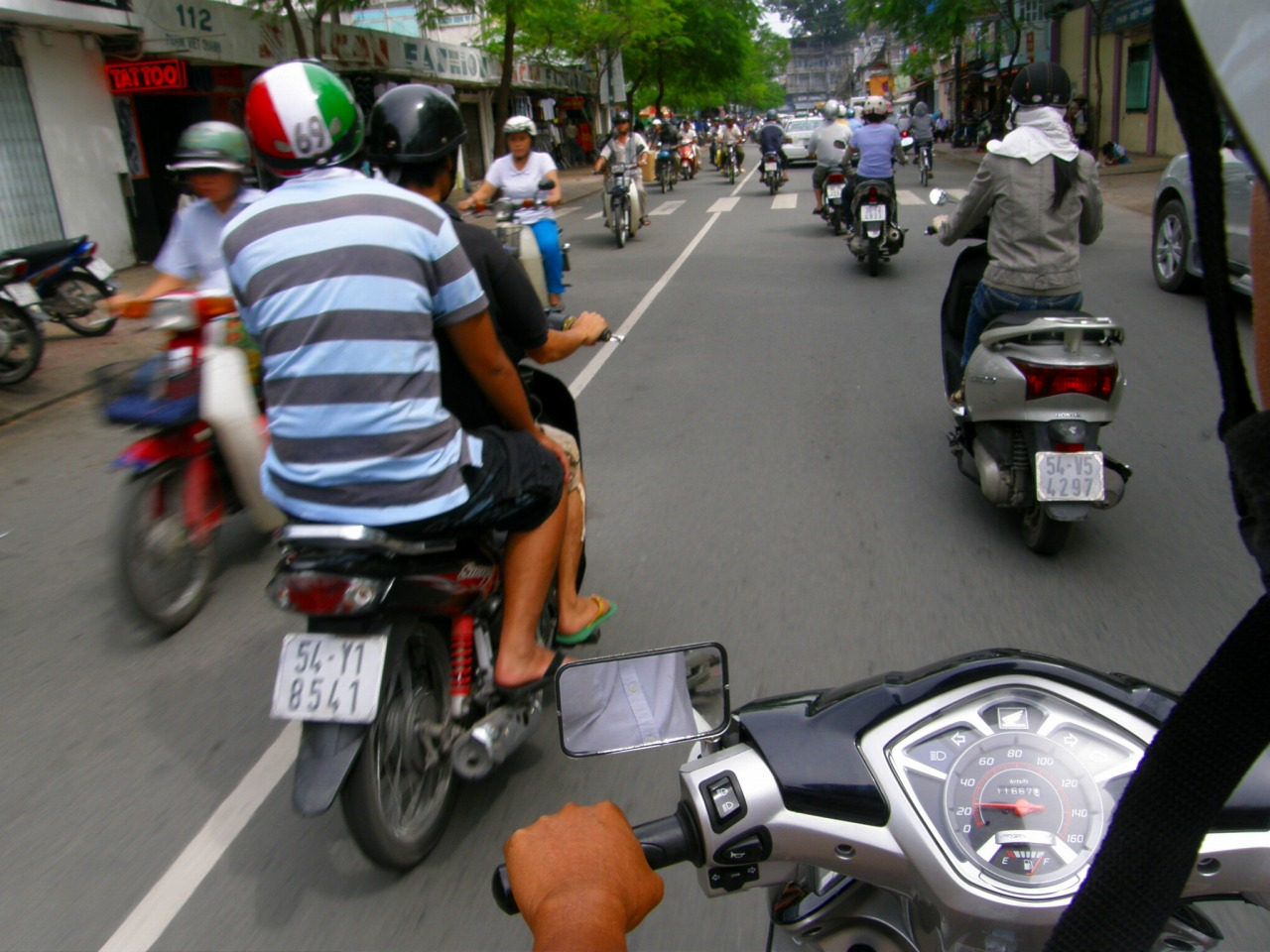
セオムから見る風景
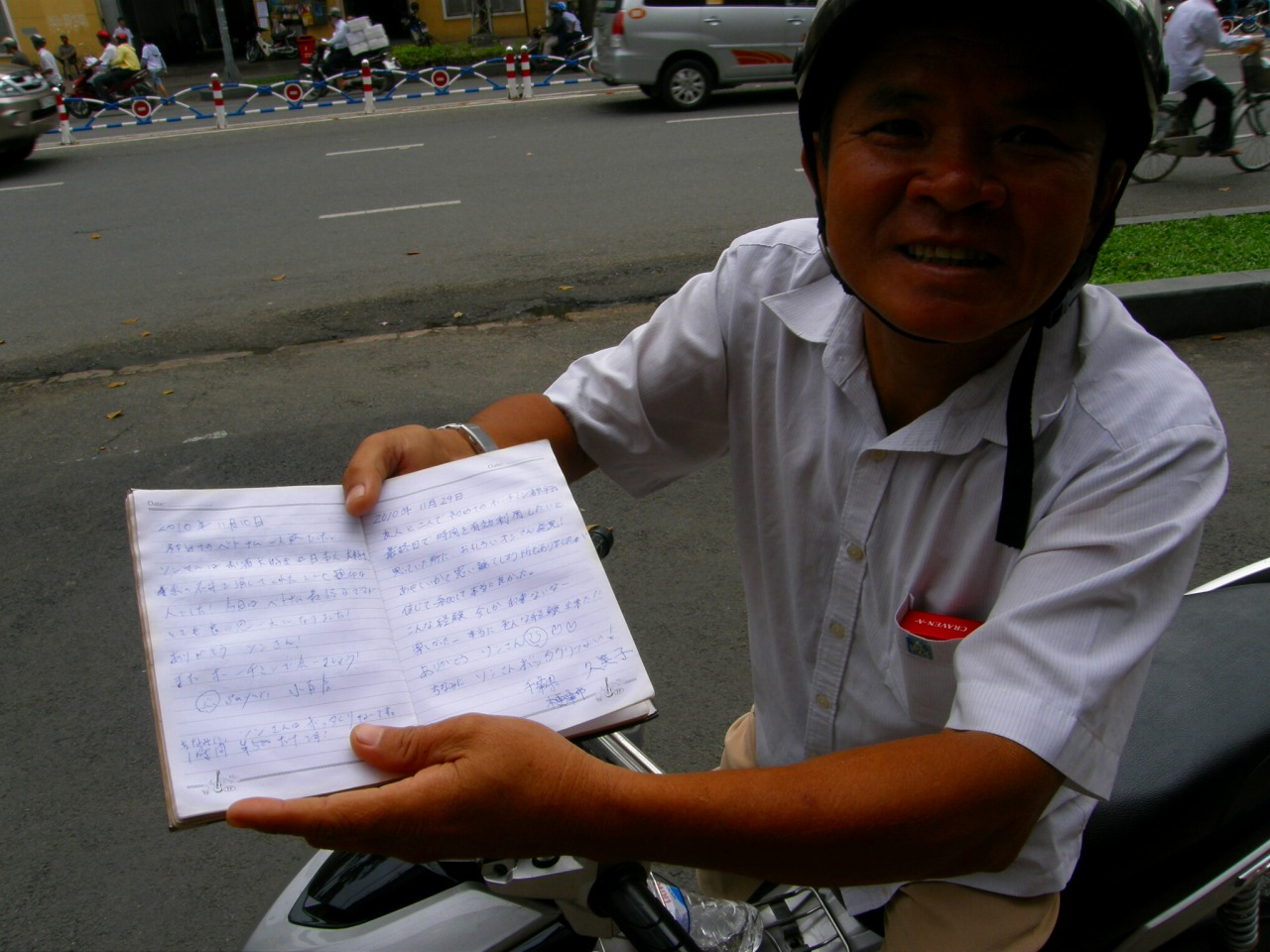
「感謝の言葉」を書かせた手帳を見せ勧誘するセオム運転手
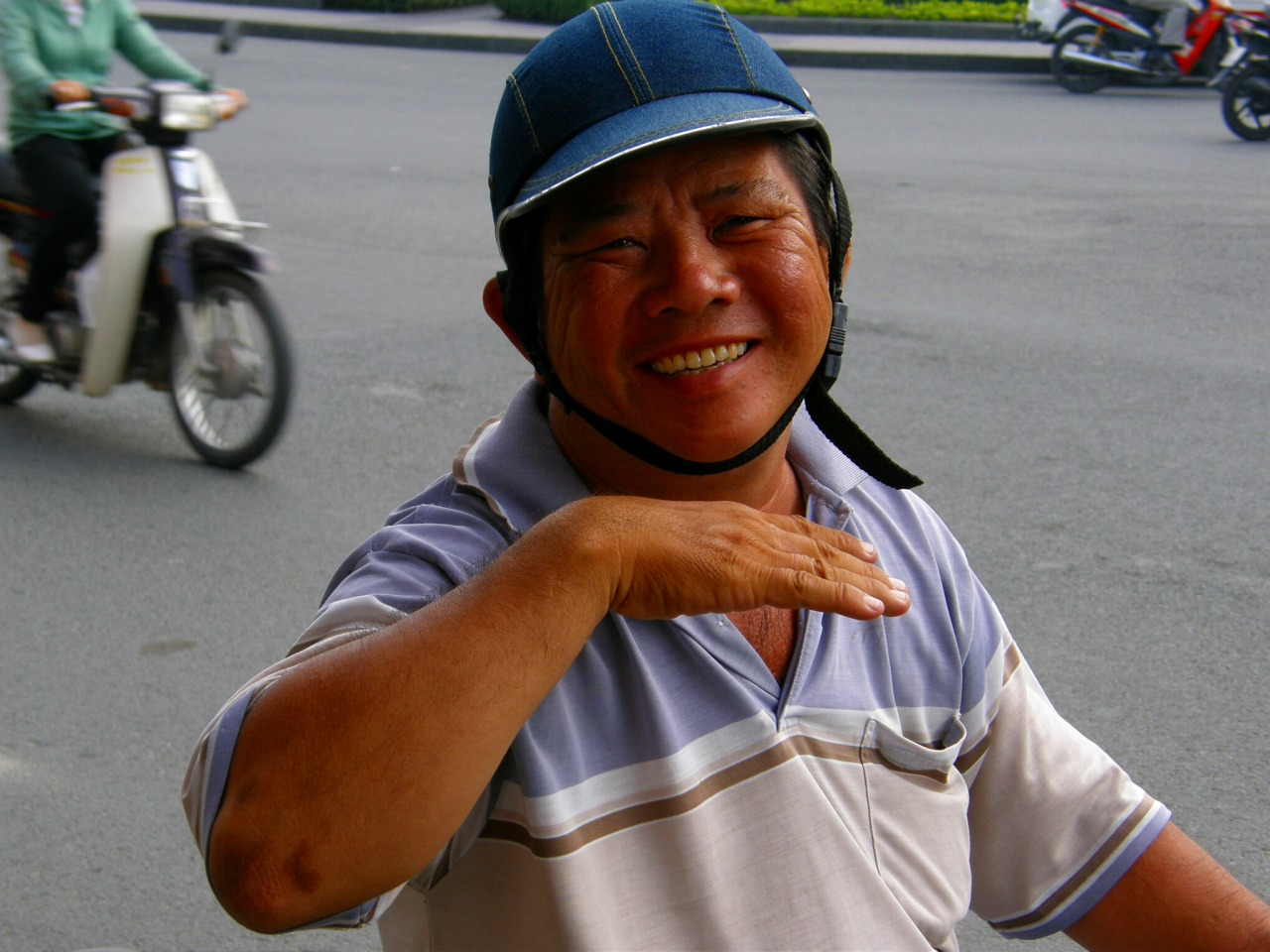
志村けんのギャグ「アイーン」を披露するセオム運転手
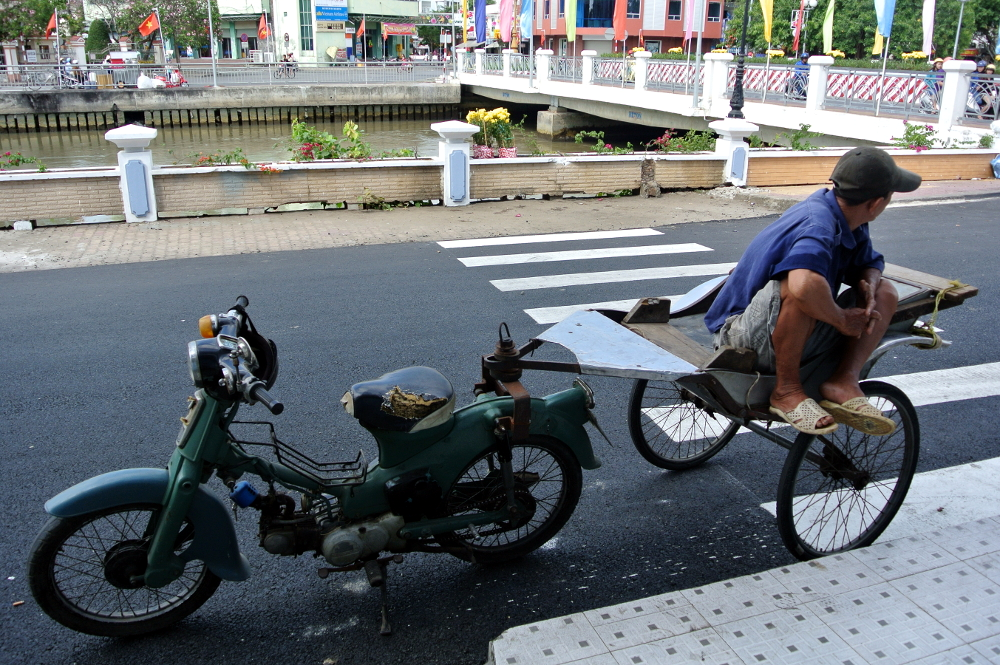
客待ちのセマイローイ（キエンザン省ラックザー）

### タイ
タイ・バンコク都内は、慢性的な交通渋滞状況にあり、通勤ラッシュ時間帯は自動車での移動が困難であるため、バイクタクシーは非常に有効な移動手段となる。バンコクの街はかつての運河を埋め立てた大通りから、ソイと呼ばれる小路が左右に延びている。客の多くは大通りのバス停から自宅までといった、比較的短距離だが通常のタクシーでは入りにくい小路で利用している場合が多い。そのため夕方ともなるとどこからとも無くバイクタクシーがバス停付近に群れ集まってくる。
男性客は普通にタンデムライダーとして後ろにまたがるが、女性客はリアシートに横座りして乗ることが多い。
なお、タイ国内ではバイクによる交通事故の発生件数は非常に多く、2023年だけでも1万1,235人が事故死している。バイクタクシー利用時には、それなりのリスクを負うことを理解しなければならない。

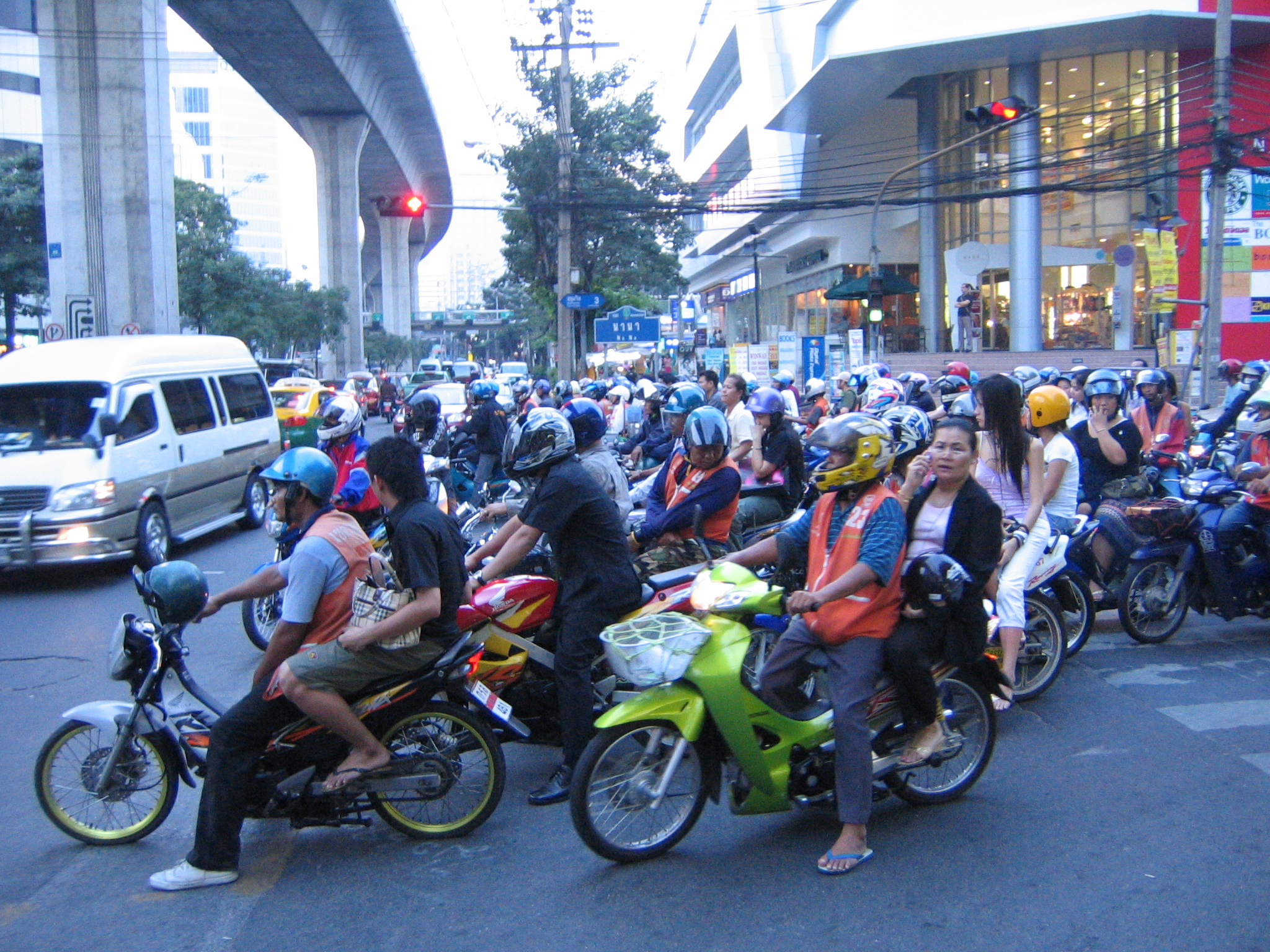
バンコクのバイクタクシー運転手はオレンジ色のベストを着用している

### カンボジア
カンボジアではバイクタクシーのことをモトードップ（ម៉ូតូឌុប）という。プノンペンには発達した鉄道網はなく、狭義の意味での路線バスもないことから、バイクタクシーは車やバイクを持たない庶民の重要な公共交通機関となっている。バイクタクシーの運転手は市場、商業施設、ホテル、ゲストハウスといった人がよく集まるところや、住宅街の路上などで客待ちをしている。旅行者にとっては交渉によって料金を事前に決めておくのが無難であるが、日常的にバイクタクシーを利用するプノンペン市民の間には、大まかな「相場」やよく利用する運転手との間で取り交わした定額料金が存在する。おもに市内の近距離移動に利用されるが、交渉によって一定時間、チャーターすることもできる。
またカンボジアにおける、客車を牽引する形式のモトードップのことは、タイの三輪タクシーと同様に「トゥクトゥク」と呼ばれることがある。

### インドネシア
インドネシアではオジェック（ojek）と呼ばれるバイクタクシーが市民の足として利用されており、駅やバスターミナルなどの前で客引きを行っていた。このためオジェック向けに瓶に入れたガソリンを路上で小売りする『ガソリンの露店』も存在する。
経済発展に伴い車を所有する中流層が増え、低所得者でもバイクを購入できるようになったことから、ジャカルタなどの都市部において渋滞が悪化し、2011年には車両の占有面積が道路の面積そのものを上回るという予測もあったが、都市部では公共交通機関の整備が遅れたままであり、渋滞をすり抜けるバイクタクシーは公共交通機関を補完する手段として使われている。
従来のオジェックは需要が発生する場所に集まっていたため、競争が激化して仕事が入りにくくなり勤務時間の70%が客待ち、他の場所では捕まらないなど非効率な状態であった。また客単価を上げようと運賃をつり上げることも日常茶飯事であり、観光客だけでなく使い慣れた地元民とのトラブルも発生していた。これに目を付けたNadiem Makarimが2010年にGO-JEKを設立し、スマートフォン用のアプリで呼べるシステムを構築した。アプリを使うことで最も近い運転手が客の前まで来て、行き先を指示すると画面上でルートと料金が表示され、到着後にその料金を支払うというシステムである。このため客は事前に料金を確認でき、運転手は料金の20%を手数料として納め、安全確保やマナーに注意する代わりに勤務中は会社の保険で守られるなど、双方にメリットがあるためGO-JEKに参加するオジェックが増加した。またオジェックの多くは英語が話せないが、目的地までの移動と支払だけなら画面を見せるだけで完結するため観光客でも手軽に利用できるようになった。GO-JEKでは契約オジェックを使って宅配や出前、買い物代行を行うサービスも行っている。
GO-JEKの成功を受け、インドネシアではオジェックを雇い入れて配車アプリで客の元へ向かわせる会社が多数設立され、Uberなどの外資系企業も参入している。
インドネシアではタクシー事業は認可制であり認可受けた業者は黄色いナンバープレートを付けている。高級ホテルの客などを相手にする比較的安全な四輪タクシー以外にも、市民の足として三輪車タクシー「bajaj（バジャイ）」、自転車タクシー「becak（ベチャ）、Ojek Sepeda（オジェック スペダ）」、日本製の軽自動車など小型車を使った乗合タクシー「アンコット（Angkot）」など格安タクシーが存在しているが、オジェックは個人事業主として黙認されていた。GO-JEKの登場でオジェックを組織しながら未認可の会社組織が多数登場したため、認可受けた業者から不公平という声が上がり、運輸省によりバイクタクシー事業を認めない法改正が行われることとなった。しかしGO-JEKなど若者が立ち上げたベンチャー企業に理解を示すジョコ・ウィドドにより法改正は取り消しとなり、公共交通機関の未整備を補う存在として黙認されることとなった。

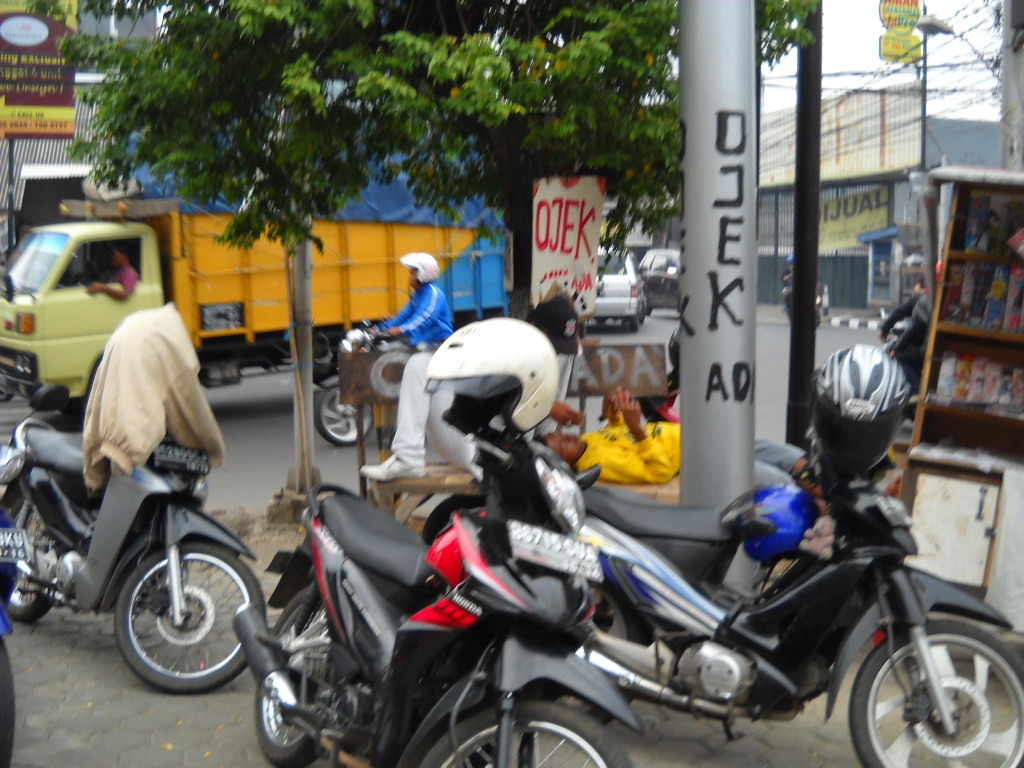
オジェックのたまり場
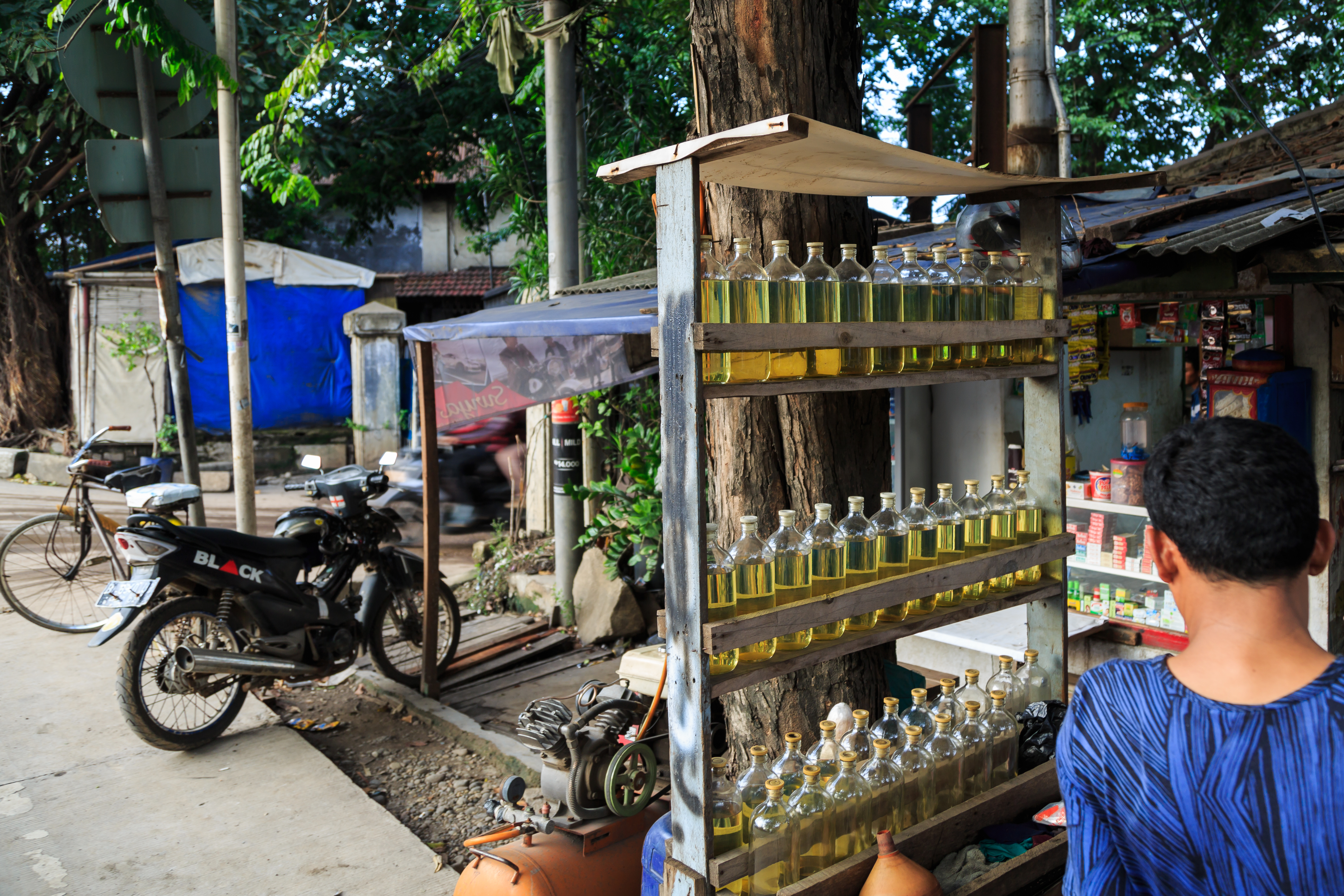
ガソリンを小売りする露店

### ヨーロッパ
ヨーロッパ圏でも、都市部の渋滞対策のために導入されている。
なおヨーロッパで使われる車両は、スズキのバークマン650（スカイウェイブ650）やホンダのゴールドウイング等のツアラー車が主流となっている。